# バーバラ・ベッドフォード
バーバラ・ベッドフォード（Barbara Bedford、出生名：ヴァイオレット・メイ・ローズ Violet May Rose、1903年7月19日 - 1981年10月25日）は、二百本以上のサイレント映画に出演したアメリカ合衆国の女優。トーキーの到来とともに人気を失ったが、その後も1945年まで、端役などで映画に出演し続けた。

## 経歴

### 生い立ち
ベッドフォードは、ウィスコンシン州イーストマンに、ヴァイオレット・メイ・ローズとして生まれ、シカゴで教育を受け、レイク・ビュー高等学校を卒業した。

### 映画
ベッドフォードは、高校を卒業するとハリウッドへ赴いた。
女優になる前、彼女は水泳やダンス、体操などの教師をしたり、経理の仕事に就いたりしていた。
彼女は俳優ウィリアム・S・ハートに多数のファンレターを書き送り、ハートは自身が主演した1920年の映画『燃え立つ義勇 (The Cradle of Courage)』で彼女が端役を得られるよう口利きをした。同年、映画『白環団 (The White Circle)』にエキストラとして参加した際、ベッドフォードは、この映画に出演していた俳優ジョン・ギルバートに認められ、映画監督モーリス・ターナーへ推薦された。ターナーは、ギルバートも出演した映画『Deep Waters』で役を与えられた。ターナーは、『モヒカン族の最後 (The Last of the Mohicans)』でも彼女を起用し、アラン・ロスコーが想いを寄せる女性の役を与えたが、このふたりは後に実生活でも結婚することになった。
1925年、ハートの最後の出演作品となった映画『曠原の志士 (Tumbleweeds)』で、ベッドフォードはハートの相手役を務めたが、その作品はサイレント時代の主要な西部劇のひとつとなった。また、1926年のサイレント映画『Old Loves and New』や、ロン・チェイニーと共演した1927年の映画『Mockery』にも主要な役を演じた。 
トーキーへの移行とともに彼女の人気は衰えたが、1936年には、端役やエキストラとしてMGMと契約した。
インターネット・ムービー・データベース (IMDb) で確認できる最後の出演作品は、1945年の映画『Girls of the Big House 』である。

### 舞台
アイン・ランドの戯曲『1月16日の夜に (Night of January 16th)』が、『裁判にかけられた女 (Woman on Trial)』として1934年10月22日に、ハリウッド・プレイハウスで初演されたとき、ベッドフォードは主人公アンドレ (Andre) を演じた。

## 私生活
1921年、彼女は、この年の早い時期に出演していた映画『The Face of the World』の監督アーヴィン・ウィラットと結婚した。しかし、1年足らずで離婚した。1922年8月、共演俳優であったアラン・ロスコーと結婚した。ふたりは、1928年に離婚したが、復縁して1930年に再婚した。二人の間には、ひとり娘バーバラ・エディス・ロスコー (Barbara Edith Roscoe) が生まれた。1933年に夫ロスコーに先立たれた際には、夫の保険金を娘の教育資金としたいベッドフォードと、借金の回収を迫る亡夫の旧友ウォーレス・ビアリーとの間で訴訟が起きた。
ベッドフォードにとって、3度目で、最も長く続いた結婚生活は、俳優テリー・スペンサー (Terry Spencer)とであった。ふたりは1940年に結婚し、スペンサーが死去した1954年まで添い遂げた。

## 後年
スペンサーに先立たれた後、ベッドフォードはフロリダ州ジャクソンビルに移り、ヴァイオレット・スペンサー (Violet Spencer) と名乗って、小売業に従事していた。1970年代には、娘とともにルイジアナ州シュリーブポートに住んでいた。
ベッドフォードは、フロリダ州ジャクソンビルで、1981年10月25日に死去した。

## フィルモグラフィ

### フィーチャー映画

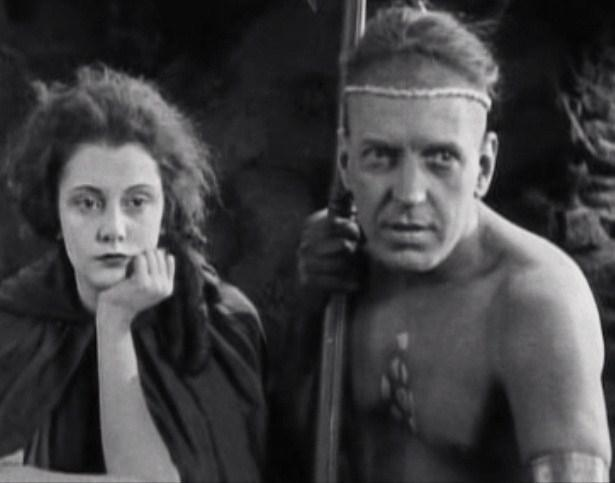
『モヒカン族の最後』で共演したベッドフォードと、後に夫となったアラン・ロスコー。

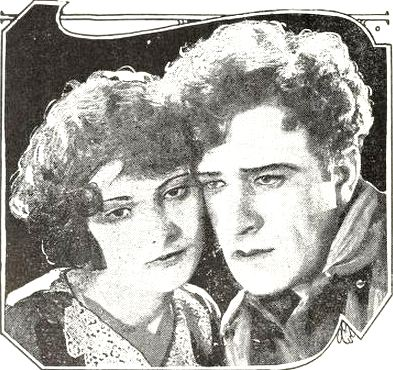
『物言わぬ北国より』のベッドフォードとフランク・メイヨー。

- 燃え立つ義勇 / The Cradle of Courage （1920年）- Nora
- Deep Waters （1920年）- Betty West
- モヒカン族の最後 / The Last of the Mohicans （1920年）- コーラ（Cora Munro）
- 鄙の我家 / Down Home （1920年）- 端役 (Minor Role)（クレジットなし）
- The Big Punch （1921年）- Hope Standish
- The Face of the World （1921年）- Thora
- Cinderella of the Hills （1921年）- Norris Gradley
- The Unfoldment （1922年）- Martha Osborne
- 暁の光 / Gleam O'Dawn （1922年）- Nini
- Winning with Wits （1922年）- Mary Sudan / Mary Wyatt
- Arabian Love （1922年）- Nadine Fortier
- 闇に潜む男 / Man Under Cover （1922年）- Margaret Langdon
- やっつけろ! / Step on It! （1922年）- Lorraine Leighton
- 物言わぬ北国より / Out of the Silent North （1922年）- Marcette Vallois
- シーザーの如く / Alias Julius Caesar （1922年）- Helen
- The Power of Love （1922年）- Maria Almeda
- Tom Mix in Arabia （1922年）- Janice Terhune
- 一国の風雲 / Another Man's Shoes （1922年）- Mercia Solano
- Romance Land （1923年）- Nan Harvess
- The Tie That Binds （1923年）- Mary Ellen Gray
- The Power of Love (also called Forbidden Lover) (1923)
- The Spoilers （1923年）- Helen Chester
- 誰が罪ぞ? / The Acquittal （1923年）- Edith Craig
- The Whipping Boss （1924年）- Grace Woodward
- 怒濤万里 / Women Who Give （1924年）- Emily Swift
- Pagan Passions （1924年）- Shirley Dangerfield
- Champion of Lost Causes （1925年）- Beatrice Charles
- 風浪の一夜 / The Mansion of Aching Hearts （1925年）- Martha
- 騒擾の巷 / The Mad Whirl （1925年）- Margie Taylor
- Percy （1925年）- Imogene Chandler
- The Talker （1925年）- Barbara Farley
- The Business of Love （1925年）- Barbara Richmond
- Before Midnight （1925年）- Helen Saldivar
- What Fools Men （1925年）- Jenny McFarlan
- 曠野の志士 / Tumbleweeds （1925年）- Molly Lassiter
- Old Loves and New （1926年）- Marny
- The Sporting Lover （1926年）- Lady Gwendolyn
- Devil's Dice （1926年）- Helen Paine
- Sunshine of Paradise Alley （1926年）- Sunshine O'Day
- Life of an Actress （1927年）- Nora Dowen
- The Notorious Lady （1927年）- Mary Marlowe / Mary Brownlee
- Backstage （1927年）- Julia Joyce
- Mockery （1927年）- Countess Tatiana Alexandrova
- The Girl from Gay Paree （1927年）- Mary Davis
- ある男の過去 / A Man's Past （1927年）- Yvonne Fontaine
- The Broken Mask （1928年）- Caricia
- Marry the Girl （1928年）- Elinor
- The Port of Missing Girls （1928年）- Ruth King
- Manhattan Knights （1928年）- Margaret
- The City of Purple Dreams （1928年）- Esther Strom
- Bitter Sweets （1928年）- Bett Kingston
- カヴリア / The Cavalier （1928年）- Lucia D'Arquista
- 妖怪屋敷 / The Haunted House （1928年）- Nancy
- Smoke Bellew （1929年）- Joy Gastrell
- The Heroic Lover （1929)
- Brothers （1929年）- Doris LaRue
- The Love Trader （1930年）- Luane
- 便利な結婚 / Sunny （1930年）- Margaret
- 乗合馬車 / Tol'able David （1930年）- Rose Kinemon
- 狼火 / The Lash （1930年）- Lupe
- 砂漠の怪盗 / Desert Vengeance （1931年）- Anne Dixon
- The Lady from Nowhere （1931年）- Mollie Carter
- Too Busy to Work （1932年）- Molly Hardy (scenes deleted)
- 死の接吻 / The Death Kiss （1932年）- Script Girl
- 蛇魂 / Found Alive （1933年）- Edith Roberts
- A Girl of the Limberlost （1934年）- Elvira Carney
- Tomorrow's Youth （1934年）- Miss Booth
- The World Accuses （1934年）- Martha Rankin
- Sons of Steel （1934年）- Miss Peters
- Circumstantial Evidence （1935年）- Mrs. Goodwin（クレジットなし）
- On Probation （1935年）- Mable Gordon
- The Keeper of the Bees （1935年）- Nurse
- Condemned to Live （1935年）- Martha Kristan
- The Spanish Cape Mystery （1935年）- Mrs. Munn
- Three Kids and a Queen （1935年）- Nurse（クレジットなし）
- Midnight Phantom （1935年）- Kathleen Ryan
- Forced Landing （1935年）- Mrs. Margaret Byrd
- Senor Jim （1936年）- Mona Cartier
- Tango （1936年）- Carver, Enright & Burt Receptionist（クレジットなし）
- Ring Around the Moon （1936年）- Carol Anderson
- Brilliant Marriage （1936年）- Brenda
- The Mine with the Iron Door （1936年）- Secretary
- 超スピード時代 / Speed （1936年）- Nurse（クレジットなし）
- Easy Money （1936年）- Mrs. Turner
- 愛怨二重奏 / His Brother's Wife （1936年）- 端役 (Minor Role)（クレジットなし）
- 踊るアメリカ艦隊 / Born to Dance （1936年）- Hector's Secretary（クレジットなし）
- マルクス一番乗り / A Day at the Races （1937年）- Secretary（クレジットなし）
- 春に背くもの / Between Two Women （1937年）- Sarah - Patricia's Maid（クレジットなし）
- Big City （1937年）- Woman Who Screams（クレジットなし）
- 海の若人 / Navy Blue and Gold （1937年）- Hospital Nurse（クレジットなし）
- The First Hundred Years （1938年）- Sadie（クレジットなし）
- 3人の仲間 / Three Comrades （1938年）- Rita - Singer Accompanied by Erich（クレジットなし）
- The Toy Wife （1938年）- Woman in Doctor's Office（クレジットなし）
- Woman Against Woman （1938年）- Nurse Sherwood（クレジットなし）
- Fast Company （1938年）- MacMillen's Secretary（クレジットなし）
- The Chaser （1938年）- Brandon's Secretary（クレジットなし）
- Rich Man, Poor Girl （1938年）- Kate（クレジットなし）
- 少年の町 / Boys Town （1938年）- Catholic Nun（クレジットなし）
- 地球を駆ける男 / Too Hot to Handle （1938年）- MacArthur's Secretary（クレジットなし）
- Young Dr. Kildare （1938年）- Nurse（クレジットなし）
- The Girl Downstairs （1938年）- Anna（クレジットなし）
- Burn 'Em Up O'Connor （1939年）- Woman in Movie House（クレジットなし）
- Four Girls in White （1939年）- Nurse Behind Counter（クレジットなし）
- Idiot's Delight （1939年）- Nurse #1（クレジットなし）
- Within the Law （1939年）- Sarah - Gilder's Secretary（クレジットなし）
- Sergeant Madden （1939年）- Nurse（クレジットなし）
- Broadway Serenade （1939年）- Gracie（クレジットなし）
- Calling Dr. Kildare （1939年）- Dr. Carew's Secretary（クレジットなし）
- Stronger Than Desire （1939年）- Miss Watson - Flagg's Secretary（クレジットなし）
- On Borrowed Time （1939年）- Mrs. James Northrup（クレジットなし）
- アンディ・ハーディ・ゲッツ・スプリング・フィーバー  / Andy Hardy Gets Spring Fever （1939年）- Miss Howard - Bank Secretary（クレジットなし）
- Dancing Co-Ed （1939年）- Secretary (voice, uncredited)
- Bad Little Angel （1939年）- Mrs. Dodd (scenes deleted)
- Joe and Ethel Turp Call on the President （1939年）- Neighbor（クレジットなし）
- The Earl of Chicago （1940年）- Martha Jackson（クレジットなし）
- 人間エヂソン / Edison, the Man （1940年）- General Powell's Nurse（クレジットなし）
- Florian （1940年）- Kingston's Secretary（クレジットなし）
- We Who Are Young （1940年）- Hospital Phone Operator（クレジットなし）
- Gold Rush Maisie （1940年）- Mrs. Hartley（クレジットなし）
- I Love You Again （1940年）- Miss Stingecombe - Larry's Secretary（クレジットなし）
- ブーム・タウン / Boom Town （1940年）- Nurse（クレジットなし）
- Dr. Kildare Goes Home （1940年）- Carew's Secretary（クレジットなし）
- Sky Murder （1940年）- Grand's Maid（クレジットなし）
- Third Finger, Left Hand （1940年）- Woman at Railroad Station（クレジットなし）
- リトル・ネリー・ケリー / Little Nellie Kelly （1940年）- Miss Wilson - Nurse with Baby（クレジットなし）
- マルクスの二挺拳銃 / Go West （1940年）- Baby's Mother on Stagecoach（クレジットなし）
- Maisie Was a Lady （1941年）- Nurse（クレジットなし）
- 感激の町 / Men of Boys Town （1941年）- Nun in Infirmary（クレジットなし）
- The People vs. Dr. Kildare （1941年）- Dr. Carew's Secretary（クレジットなし）
- Love Crazy （1941年）- Renny's Secretary（クレジットなし）
- The Getaway （1941年）- Dr. Glass' Maid（クレジットなし）
- Whistling in the Dark （1941年）- Cult Member / Telephone Operator（クレジットなし）
- When Ladies Meet （1941年）- Anna（クレジットなし）
- 無法街 / Honky Tonk （1941年）- Salvation Army Woman（クレジットなし）
- Married Bachelor （1941年）- Juror at Radio Broadcast（クレジットなし）
- ブロードウェイ / Babes on Broadway （1941年）- Mrs. Crainen, the Matron（クレジットなし）
- Nazi Agent （1942年）- Woman（クレジットなし）
- The Vanishing Virginian （1942年）- Mildred Simpson（クレジットなし）
- Mr. and Mrs. North （1942年）- Lucille, Mrs. Brent's Maid（クレジットなし）
- Dr. Kildare's Victory （1942年）- Dr. Carew's Secretary（クレジットなし）
- Born to Sing （1942年）- Woman at Accident Scene（クレジットなし）
- We Were Dancing （1942年）- Tearful Courtroom Spectator（クレジットなし）
- The Courtship of Andy Hardy （1942年）- Elsa, Nesbit's Maid（クレジットなし）
- Ship Ahoy （1942年）- Mrs. Loring（クレジットなし）
- Tortilla Flat （1942年）- Nun（クレジットなし）
- Calling Dr. Gillespie （1942年）- Carew's Secretary Bringing Postcard（クレジットなし）
- 再会のパリ / Reunion in France （1942年）- Mme. Vigouroux（クレジットなし）
- 町の人気者 / The Human Comedy （1943年）- Woman on Street（クレジットなし）
- Assignment in Brittany （1943年）- Surgical Nurse（クレジットなし）
- Slightly Dangerous （1943年）- Customer（クレジットなし）
- Presenting Lily Mars （1943年）- Assistant Boardinghouse Manager（クレジットなし）
- Dr. Gillespie's Criminal Case （1943年）- Secretary（クレジットなし）
- デュバリイは貴婦人 / Du Barry Was a Lady （1943年）- Ambrose's Wife（クレジットなし）
- Best Foot Forward （1943年）- Chaperon at Dance（クレジットなし）
- ローレンの反撃 / The Cross of Lorraine （1943年）- Village Woman（クレジットなし）
- 迷へる天使 / Lost Angel （1943年）- Telephone Operator（クレジットなし）
- 青春学園 / Andy Hardy's Blonde Trouble （1944年）- Dean's Secretary（クレジットなし）
- Meet the People （1944年）- Ritz Patron（クレジットなし）
- An American Romance （1944年）- Hospitable Farm Woman（クレジットなし）
- The Clock （1945年）- USO Manager（クレジットなし）
- Girls of the Big House （1945年）- Visitors Matron（クレジットなし） (final film role)

### 短編映画

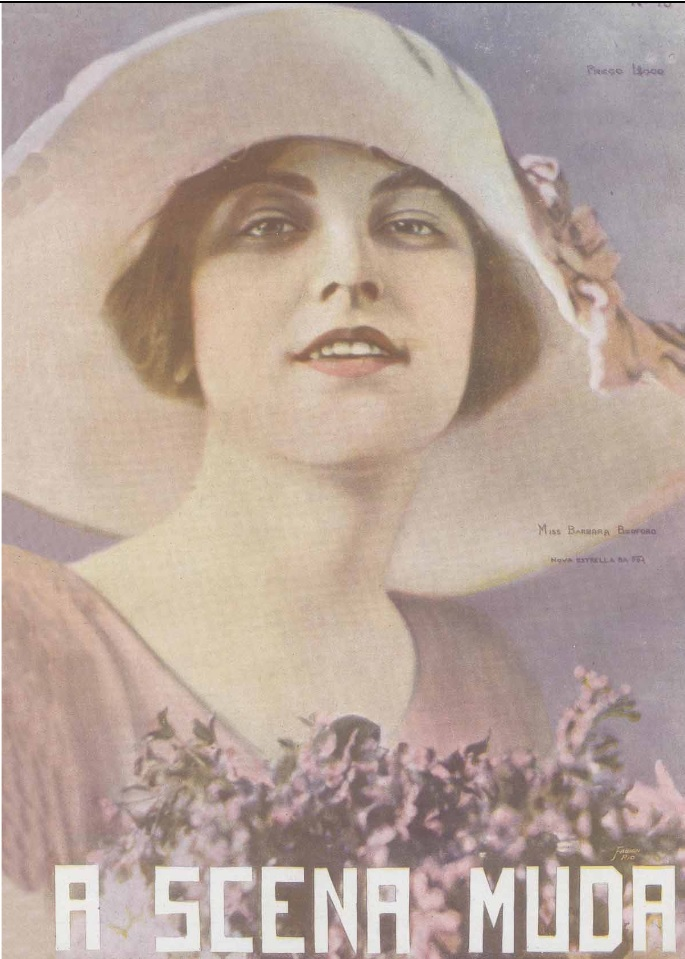
1922年のブラジルの映画雑誌『A Scena Muda』の表紙に描かれたベッドフォード。

- 三つ巴 Three on a Limb （1936年）- Addie
- The Public Pays （1936年）- Markovitz's Secretary（クレジットなし）
- The Grand Bounce （1937年）- Doctor's Secretary（クレジットなし）
- Song of Revolt （1937年）- Peasant Woman（クレジットなし）
- It May Happen to You （1937年）- Nurse（クレジットなし）
- Miracle Money （1938年）- Miss Grant（クレジットなし）
- That Mothers Might Live （1938年）- Nun Reading Book（クレジットなし）
- Come Across （1938年）- Bank Employee（クレジットなし）
- How to Read （1938年）- Dental Patient（クレジットなし）
- Nostradamus （1938年）- 端役 (Minor Role)（クレジットなし）
- Men in Fright （1938年）- Sonny's Mother（クレジットなし）
- Football Romeo （1938年）- Alfalfa's Mother
- Alfalfa's Aunt （1939年）- Martha Switzer（クレジットなし）
- Tiny Troubles （1939年）- Alfalfa's mother
- Radio Hams （1939年）- Mrs. Crane（クレジットなし）
- Angel of Mercy （1939年）- Nurse（クレジットなし）
- One Against the World （1939年）- Townswoman（クレジットなし）
- Think First （1939年）- Saleslady（クレジットなし）
- Miracle at Lourdes （1939年）- Nurse（クレジットなし）
- That Inferior Feeling （1940年）- Bride（クレジットなし）
- Alfalfa's Double （1940年）- Alfalfa's mother
- Pound Foolish （1940年）- Mayor's Secretary（クレジットなし）
- The Domineering Male （1940年）- Party Hostess（クレジットなし）
- All About Hash （1940年）- Martha, Alfalfa's mother
- Bubbling Troubles （1940年）- Alfalfa's Mom
- Women in Hiding （1940年）- Miss Townsend - Head Nurse（クレジットなし）
- A Way in the Wilderness （1940年）- Sick Farmer's Wife（クレジットなし）
- Soak the Old （1940年）- Bogus Pension Office Employee（クレジットなし）
- Good Bad Boys （1940年）- Alfalfa's Mother（クレジットなし）
- You, the People （1940年）- Rooming House Diner（クレジットなし）
- American Spoken Here （1940年）- Corset Buyer（クレジットなし）
- Respect the Law （1941年）- Johnson's Maid（クレジットなし）
- 1-2-3 Go! （1941年）- Ann, nurse
- Coffins on Wheels （1941年）- First Nurse - at Desk（クレジットなし）
- Sucker List （1941年）- Secretary（クレジットなし）
- Come Back, Miss Pipps （1941年）- Angry Parent（クレジットなし）
- Wedding Worries （1941年）- Miss Douglas（クレジットなし）
- Main Street on the March! （1941年）- Nurse（クレジットなし）
- Don't Talk （1942年）- Beauty Shop Customer（クレジットなし）
- The Lady or the Tiger? （1942年）- Lady Behind Door in Arena（クレジットなし）
- Mr. Blabbermouth! （1942年）- Woman（クレジットなし）
- Rover's Big Chance （1942年）- Studio clerk
- Inflation （1942年）- Woman in Close-Out Sale Montage（クレジットなし）
- Brief Interval （1943年）- Nurse（クレジットなし）
- Benjamin Franklin, Jr. （1943年）- Janet's mother
- Family Troubles （1943年）- Mary Burston, Janet's mother
- Who's Superstitious? （1943年）- Wife（クレジットなし）
- Seeing Hands （1943年）- Ben's Mother（クレジットなし）